# Elmohardyia argentocincta
Elmohardyia argentocincta är en tvåvingeart som beskrevs av José Albertino Rafael 1988. Elmohardyia argentocincta ingår i släktet Elmohardyia och familjen ögonflugor.
Artens utbredningsområde är Peru. Inga underarter finns listade i Catalogue of Life.